# Tlas

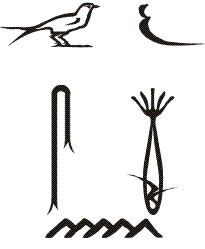
Inscrição com tinta preta sobre alabastro mostrando um "Uer-ma'a Uajesene"

Tlas, Uajenés (W3dj-ns, lit. "língua nova"), Uajlas (Wadjlas) ou Ugotlas (Ougotlas) foi um faraó da II dinastia. Como seu nome não é atestado contemporaneamente como o nome de um rei, mas frequentemente aparece nas listas reais raméssidas (século XII a.C.), os egiptólogos até hoje tentam conectá-lo a outros reis.

## Nome e fontes
O nome "Uajenés" é atestado apenas nas listas reais raméssidas, onde sempre é apresentado como o sucessor imediato de Binótris e como predecessor de Setenés. O mesmo vale ao Cânone de Turim, onde a entrada para seu nome está danificada, de modo que apenas os anos de governo são preservados. Enquanto todas as listas reais combinam entre si em relação à sua posição cronológica, os egiptólogos tem dúvidas quanto à origem do nome "Uajenés". Egiptólogos e historiadores como Winfried Barta, Bernhard Grdseloff e Iorwerth Eiddon Stephen Edwards acreditam que o papiro, o primeiro símbolo no nome, é uma interpretação errônea do sinal hieroglífico da flor Uenegue (também chamada Unegue), que raramente é usado na escrita egípcia. Um rei Uenegue (também escrito como "Uenegue-Nebeti") também é identificado contemporaneamente por inscrições em tinta preta em estilhaços de alabastro e com escritos incisos em vasos de xisto originários das galerias subterrâneas sob a pirâmide de Djoser em Sacará. É possível que escribas raméssidas intercambiassem a flor Uenegue com o cordão de papiro, uma vez que ambos os sinais são muito semelhantes entre si na escrita hierática.
Além dos artefatos com o nome "Uenegue-Nebeti", outros objetos feitos de alabastro mostram o nome pessoal "Uajesene" em conexão com o festival Sede. Egiptólogos como Wolfgang Helck pensam que Uajesene era um príncipe herdeiro, já que o titular Uer-ma'a ("aquele que vê o maior") sempre foi reservado para o filho mais velho de um faraó e, portanto, também está relacionado com o nome Uajesene. Porém, egiptólogos como Peter Kaplony e Jürgen von Beckerath pensam que Uenegue-Nebeti e Uajenés são idênticos e que seu nome de Hórus era Sequemibe ou Hórus Sá. O historiador do Reino Ptolemaico Manetão chamou Uajenés de "Tlas". Essa distorção do nome pode ser baseada na reescrita copta do nome como "Ugotlas", que significa "língua nova".

## Reinado
Muito pouco se sabe sobre seu reinado. O Cânone de Turim lista-o como governante por 54 anos, enquanto Manetão atribui 17 anos. Egiptólogos avaliam ambas as listas como más interpretações de escribas raméssidas ou como exagero. Se Uajenés era um governante independente (como acreditam Richard Weill e Peter Kaplony), foi evidentemente o último a governar um reino unificado, já que seu nome é encontrado nas crônicas reais menfitas e tinitas. É amplamente aceito pelos egiptólogos que o sucessor imediato de Binótris deixou um Egito dividido, que era chefiado por dois faraó que governavam ao mesmo tempo. A teoria é baseada no nome sereque incomum de Peribessene, que sucedeu a Binótris e colocou o animal da crista de Sete acima de seu nome. Como a divindade Sete era de origem ombita, Peribessene provavelmente também era de origem ombita e definitivamente governou apenas no Alto Egito. Seu nome está ausente nas listas menfito-raméssidas, porque todos foram escritas por sacerdotes menfitas e não aceitaram nenhum governante não menfita como ancestral por direito.